# 伊藤綾子 (フォルテピアノ奏者)
伊藤 綾子（いとう あやこ）は日本の女性フォルテピアノ奏者。東京都生まれ。

## 概要
桐朋学園大学音楽学部卒業後、ヨーロッパに渡り、現代ピアノをパリでテオドール・パラスキヴェスコに、ベルギーのアントワープ王立音楽院修士課程で フォルテピアノをヨス・ファン・インマゼールに師事。2002年に修士課程、フォルテピアノと室内楽を最高栄誉賞で卒業。その後3年間、アントワープの母校でフォルテピアノ科の客員講師を務めた。
インマゼール率いる古楽器オーケストラアニマ・エテルナに参加している。インマゼール 指揮のガーシュウィン作品集では「Catfish row」のピアノパートを1870年製平行弦 ベヒシュタインで演奏した。